# San Martín Chalchicuautla
San Martín Chalchicuautla è una municipalità dello stato di San Luis Potosí, nel Messico centrale, il cui capoluogo è la omonima località.
Conta 21.347 abitanti (2010) e ha una estensione di 413,28 km².